# Kommandogerät PUASO-3

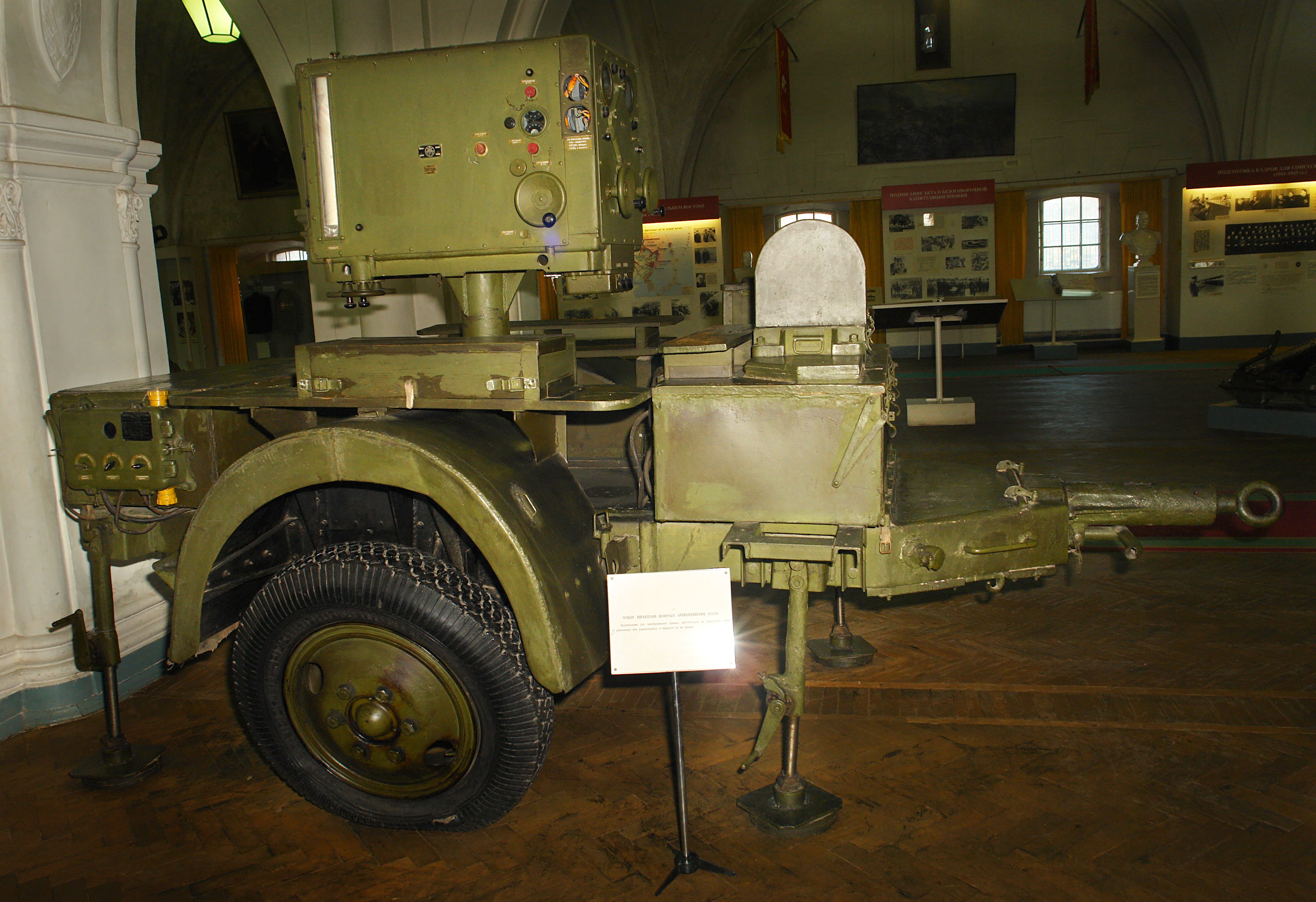
PUASO-3

Das Kommandogerät PUASO-3 (russisch: Прибор управления артиллерийским зенитным огнем - 3, abgekürzt ПУАЗО 3, Transkription: Pribor uprawlenja artilleriskim senitnym ognem) diente zur Feuerleitung von mit der 85-mm-Flak M1939 ausgerüsteten Flak-Batterien. Mit Hilfe des Gerätes wurden aus den Zielkoordinaten eines Luftzieles die Richtwerte ermittelt und an die Geschütze weitergeleitet. Hergestellt wurde das Kommandogerät, das im Wesentlichen ein Nachbau des tschechoslowakischen Gerätes Škoda T7 ist, ab 1940 in der Sowjetunion. In der Nationalen Volksarmee der DDR wurde das Gerät ebenfalls als PUASO-3 bezeichnet.

## Entwicklung
Bereits ab Ende des Ersten Weltkrieges wurde deutlich, dass die Bekämpfung der immer höher und schneller fliegenden Flugzeuge geeignete Einsatzverfahren der Fla-Artillerie erforderte. Als problematisch erwies sich dabei zunehmend die Bestimmung des Vorhaltepunktes, der sich aus der Bewegungsrichtung und Geschwindigkeit des Luftzieles sowie der Flugzeit der Geschosse ergibt. Mit Hilfe des für Fla-Waffen gebräuchlichen Ringvisiers konnte der Vorhaltepunkt nur geschätzt, nicht aber bestimmt werden. Aus der Überlegung, mit Hilfe der Zielkoordinaten des Luftzieles und ihrer Änderungsgeschwindigkeit den Vorhaltepunkt berechnen zu können, entstanden die ersten Kommandogeräte zur Führung von Fla-Batterien. Diese als Analogrechner aufgebauten Geräte konnten anhand der mit optischen Entfernungsmessern ermittelten Zielkoordinaten die Richtwerte für die Geschütze und für großkalibrige Fla-Waffen auch die Laufzeit des Zeitzünders der Granaten bestimmen. Ab Beginn der 1940er-Jahre wurden diese Kommandogeräte auch mit Radarstationen zur Ermittlung der Zielkoordinaten gekoppelt.
Das erste sowjetische Kommandogerät PUASO-1 (russisch ПУАЗО 1) entstand 1930. Bei ihm und dem ab 1934 verfügbaren Nachfolger PUASO-2 (russisch ПУАЗО 2) mussten die berechneten Schusswerte noch mündlich bzw. fernmündlich an die Geschütze übermittelt werden. Insgesamt waren die Leistungen dieser Kommandogeräte unbefriedigend. Da aber ein Kommandogerät für die neuen 76-mm-FlaK M1938 und 85-mm-Flak M1939 dringend benötigt wurde, schrieb die militärische Führung der Roten Armee einen Wettbewerb zur Entwicklung eines neuen Gerätes aus. Weder das 1937 entwickelte PUASO SK (russisch ПУАЗО СК) noch das 1938 vorgestellte vereinfachte PUASO (russisch Упрощенный) konnten überzeugen und so wurde keines der beiden Geräte als Nachfolger des PUASO-2 in Betracht gezogen, sondern man entschloss sich, ein ausländisches Gerät nachzubauen. In dieser Hinsicht wurden amerikanische, britische und tschechoslowakische Geräte untersucht. Ein wesentliches Kriterium der Auswahl waren die Möglichkeiten der sowjetischen Rüstungsindustrie. Das Volkskommissariat der Rüstungsindustrie ging davon aus, dass der Nachbau komplexer Geräte in der Sowjetunion nicht möglich sei. Ausgewählt wurde daher das tschechoslowakische Škoda T7. Das Gerät war einfach zu kopieren, da die Konstruktion auf Kegelkörper und Folgesysteme verzichtete, was für die Präzision der ermittelten Angaben nachteilig war. Auch die implementierten Algorithmen waren ungünstig ausgewählt, was sich besonders in der Geschwindigkeit der Abarbeitung bemerkbar machte. Auch war der Bedienungsaufwand sehr hoch. Bereits zum Zeitpunkt der Auswahl war klar, dass das Gerät keinerlei Entwicklungspotential hatte. Es wurde daher schon 1939 erwogen, das deutsche Kommandohilfsgerät 35 nachzubauen. Das Kommandohilfsgerät hatte gegenüber modernen deutschen Kommandogeräten nur einen eingeschränkten Funktionsumfang – so wurden Windeinflüsse sowie horizontale und vertikale Stellungsunterschiede zwischen Geschützen und Beobachtungsstelle nicht berücksichtigt – ein Nachbau erschien jedoch auch in der Sowjetunion möglich.
Die Konstruktion wurde im zentralen Konstruktionsbüro des wissenschaftlichen Forschungsinstituts Nr. 20 (russisch ЦАКБ НИИ-20, deutsch ZAKB NII-20) für die Serienproduktion angepasst. Das Kommandogerät wurde ab 1939 im Werk Nr. 205 des Volkskommissariats für Schiffbau hergestellt.

## Aufbau
Das PUASO-3 bestand aus

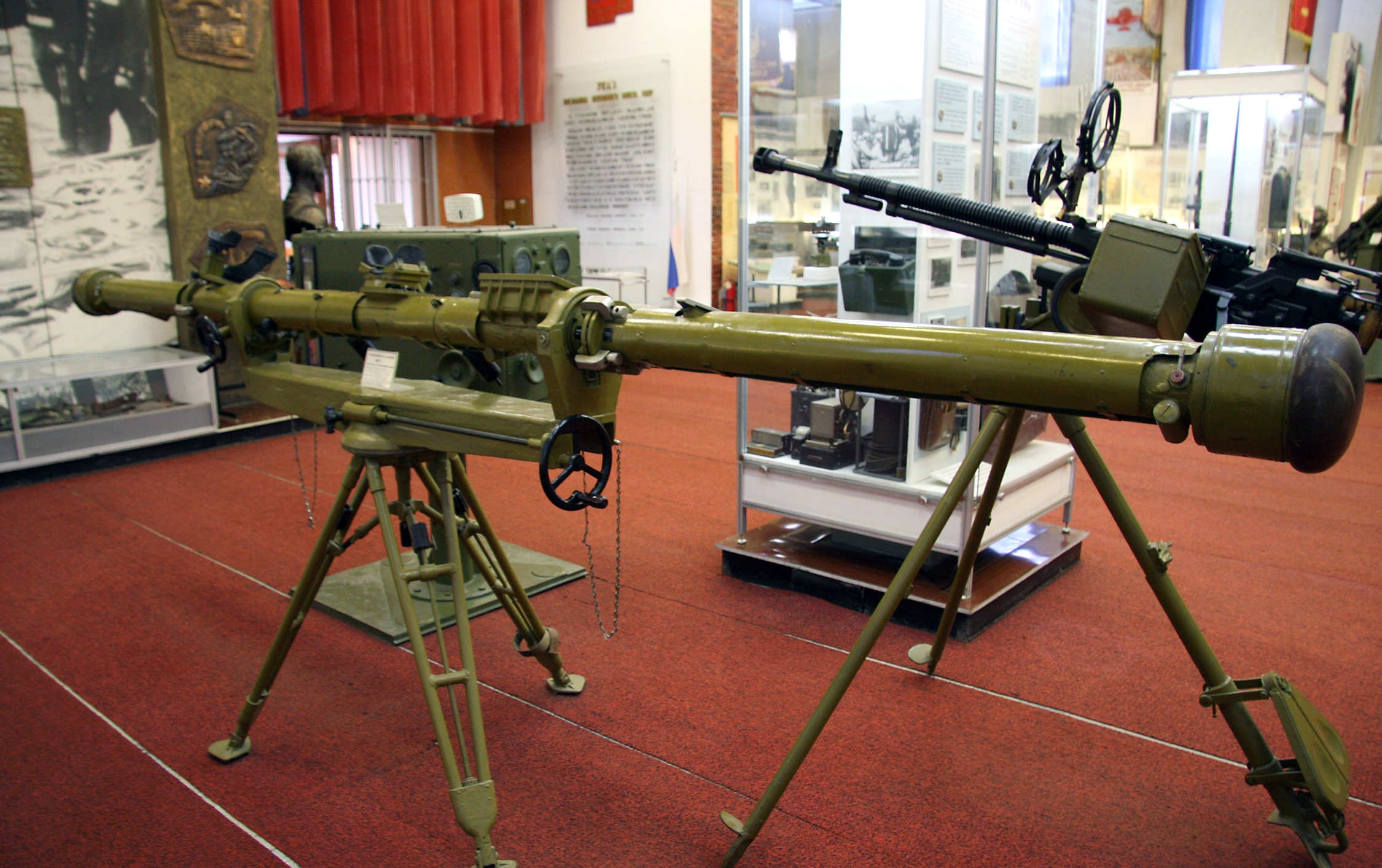
4-m-Entfernungsmess-Basis Dja

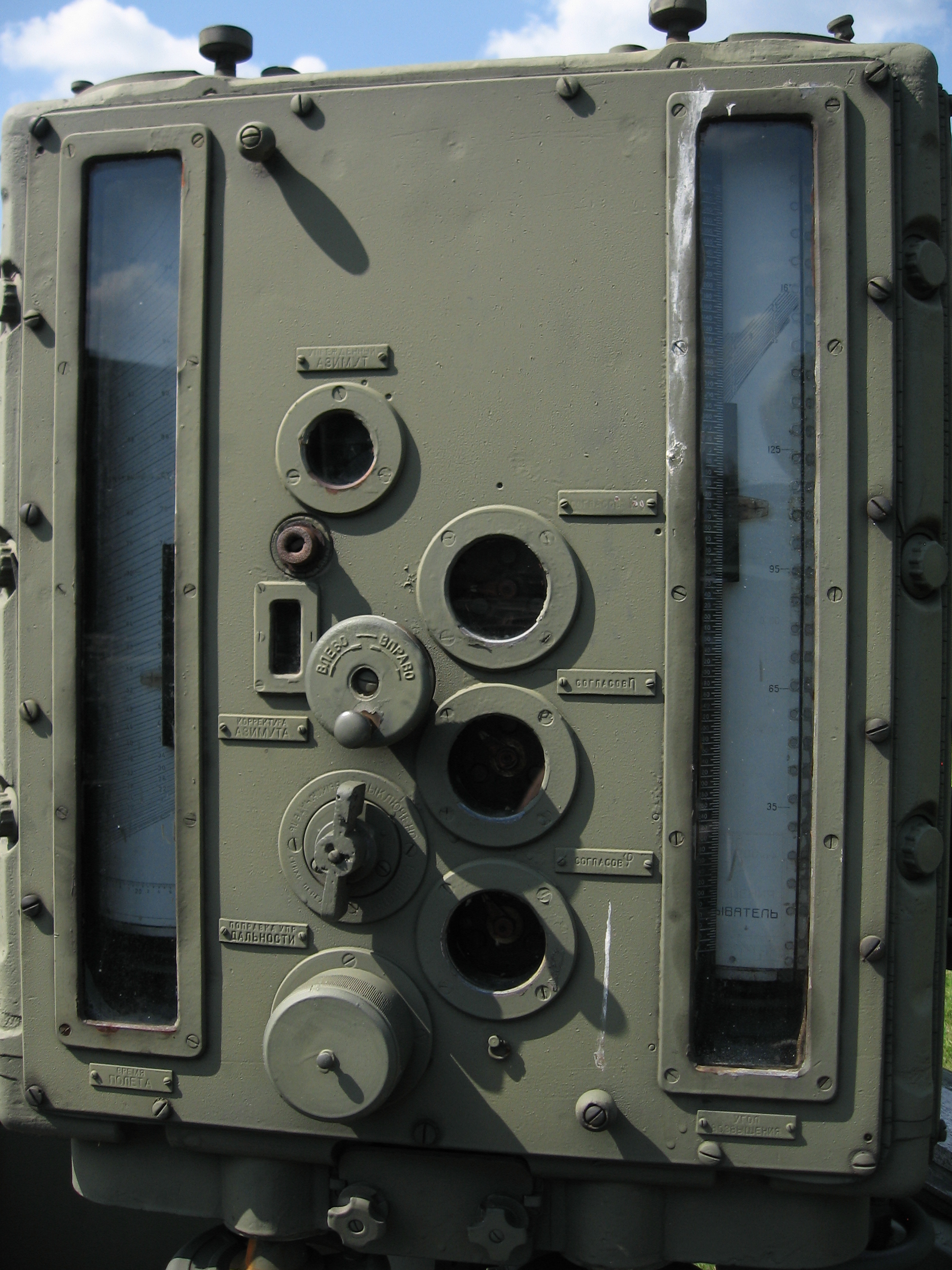
Rückseite des PUASO-3. Links die Skale für die Flugzeit der Granate, rechts die Skale für den Höhenrichtwinkel. Mit dem Handrad in der Mitte konnte der Azimut korrigiert werden.

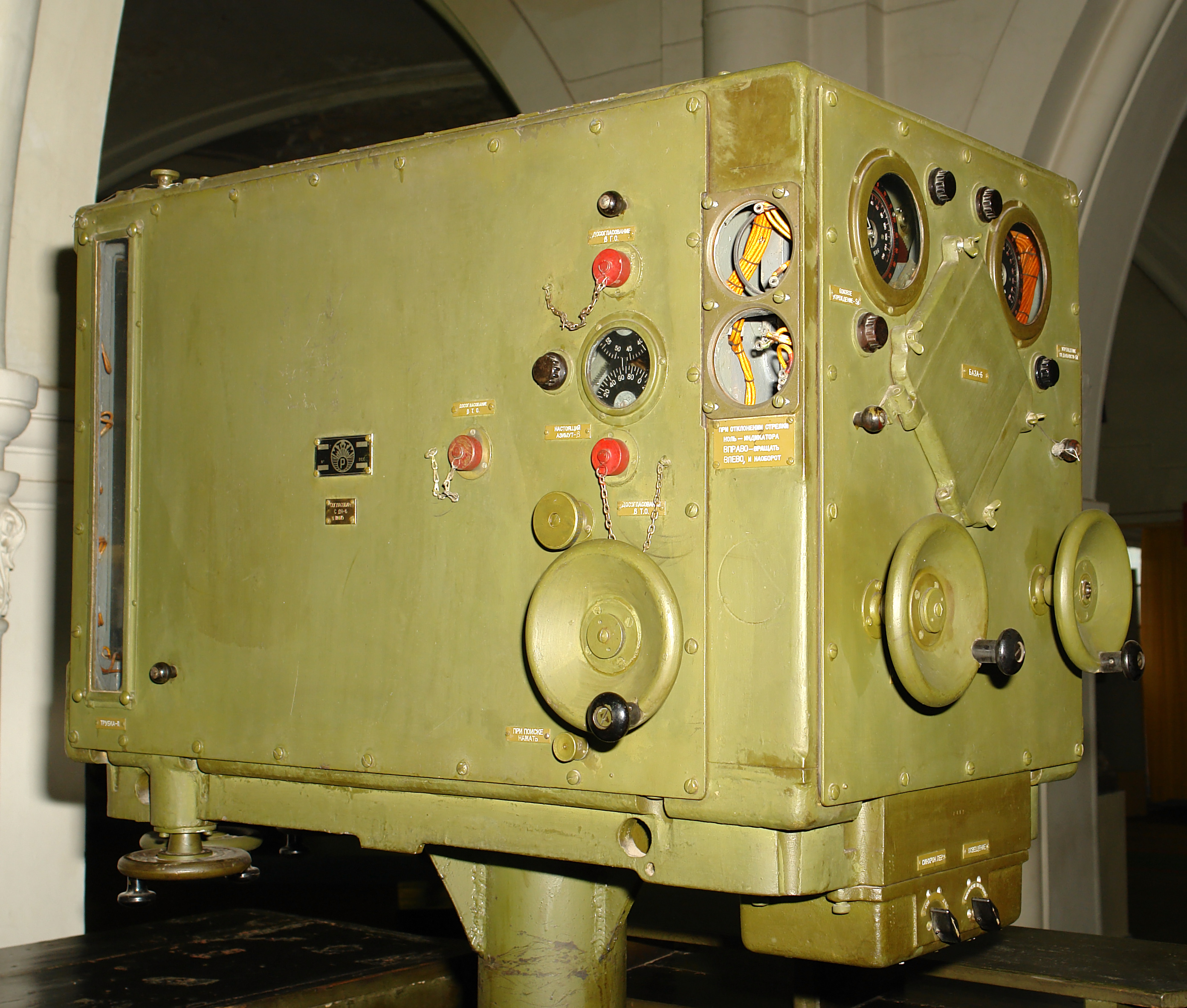
Links die Skale für die Laufzeit des Zünders, darunter das Handrad zum Einstellen der Zünderlaufzeit. Mit dem großen Handrad wurde das Visier des PUASO nach der Höhe gerichtet. Die Visiere fehlen bei allen dargestellten Geräten.

- dem eigentlichen auch als Grundgerät bezeichneten Kommandogerät
- der 4-m-Entfernungsmess-Basis DJa
- der Stromversorgung und
- einem Einachsanhänger.

Das Grundgerät war auf dem Einachsanhänger aufgebaut. Während des Transportes wurde der Entfernungsmesser DJa auf dem Anhänger verlastet.
Die 4-m-Entfernungsmess-Basis DJa war nach dem Prinzip eines Raumbildentfernungsmessers aufgebaut. Mit ihr wurden die Schrägentfernung sowie der Höhen- und Seitenwinkel zum Ziel gemessen. Der Entfernungsmesser war nicht mit dem Grundgerät gekoppelt, die ermittelten Werte wurden mündlich oder fernmündlich übertragen und am Kommandogerät manuell eingestellt. Die Bedienungsmannschaft bestand aus vier Soldaten.
Beim Grundgerät handelte es sich um einen mechanischen Computer. Die vom Entfernungsmesser ermittelten Werte wurden am Gerät laufend eingestellt, das Luftziel wurde mit dem Grundgerät angerichtet. Dazu befand sich links am Gerät ein Reflexvisier für den Höhenwinkel, rechts für den Azimut. Durch Drehen der entsprechenden Handräder wurde das Gerät und damit das Visier horizontal geschwenkt, während das Visier für den Höhenwinkel durch Drehen am Handrad unabhängig vom Kommandogerät bewegt wurde, so dass sich das Luftziel ständig im Fadenkreuz der Visiere befand. Das Drehen der Handräder führte gleichzeitig auch zur Einstellung der entsprechenden Werte im Kommandogerät. Die ermittelten Richtwerte – Seiten- und Höhenrichtwinkel – sowie die Laufzeit der Zünder wurden vom Gerät fortlaufend ermittelt, solange das Luftziel im Fadenkreuz gehalten wurde. Erstmals bei einem sowjetischen Kommandogerät wurden die Werte elektrisch an die Geschütze übertragen. Da die 85-mm-Flak M1939 keine elektrischen Richtantriebe hatte, wurden die Werte am Geschütz auf einem sogenannten Nullzeigergerät dargestellt. Dabei zeigte ein Zeiger die vom Kommandogerät ermittelten Werte an, ein zweiter Zeiger die Richtwinkel der Kanone. Die Richtkanoniere mussten durch manuelles Richten beide Zeiger in Übereinstimmung bringen.
Mit dem Kommandogerät konnten Richtwerte für Luftziele in einer Schrägentfernung von 7.000 bis 13.000 m ermittelt werden, der Höhenbereich war dabei auf 50 bis 9.600 m beschränkt. Die Genauigkeit der Bestimmung des Höhenwinkels lag bei 0–05 Strich, die des Seitenwinkels bei 0–10. Die Zünderlaufzeit wurde mit einer Genauigkeit von 0,14 Sekunden bestimmt.
In der beschriebenen Konfiguration war das PUASO-3 bei Nacht und schlechter Sicht nicht einsetzbar. Da Folgesysteme nicht vorhanden waren, konnten mit dem PUASO-3 Vorhaltewerte für manövrierende Ziele nicht ermittelt werden.
Die Bedienung des Kommandogerätes bestand aus elf Soldaten. In Marschlage war das Kommandogerät 2.600 kg schwer, in Gefechtslage 2.000 kg.

## Einsatz
Das PUASO-3 wurde in den mit der 85-mm-Flak M1939 ausgerüsteten Flakeinheiten der Roten Armee eingesetzt und dort während des Zweiten Weltkrieges verwendet.
Auch noch während des Koreakrieges kam das Gerät auf Seiten der nordkoreanischen und chinesischen Truppen zum Einsatz. Dabei wurde das PUASO-3 mit den Geschützrichtstationen SON-2 bzw. SON-3 gekoppelt, die anstelle des Entfernungsmessers die Zieldaten für das Kommandogerät bereitstellten. Damit war eine Bekämpfung von Luftzielen bei Nacht und schlechter Sicht grundsätzlich möglich. Allgemein war die Ausstattung mit Radar- und Kommandogeräten auf chinesischer bzw. nordkoreanischer Seite unzureichend. Das PUASO-3 erwies sich als vollkommen veraltet und für die Bekämpfung von Strahlflugzeugen ungeeignet. Mit ihm konnten Richtwerte für schnell- und hochfliegende Ziele nicht mehr ermittelt werden.
Die NVA der DDR nutzte das PUASO-3 ebenfalls. Eingeführt wurde das Gerät wahrscheinlich schon mit der 85-mm-Flak in der Kasernierten Volkspolizei und bei der Aufstellung der NVA in diese übernommen. Durch eine geänderte Ablauforganisation wurde die Zahl der zur Bedienung eingesetzten Soldaten auf sieben reduziert. Mit der Aussonderung der 85-mm-Flak wurde das PUASO-3 ebenfalls ausgesondert.